# Łysomice (Dębnica Kaszubska)
Łysomice (deutsch Loitz) ist ein Dorf im Powiat Słupski der polnischen Woiwodschaft Pommern.

## Geographische Lage
Łysomice ist eine Streusiedlung im Landschaftsschutzpark Stolpetal an der südlichen Peripherie der Stadt Słupsk (Stolp) in Hinterpommern. Durch das Waldgebiet der Loitz, das vom Stadtzentrum etwa 16 Kilometer entfernt ist,  fließt der Steinbach, der in die Słupia (Stolpe) mündet.

## Geschichte
Laut einer Urkunde  wurde der Loitzerwald nebst dem darin gelegenen Premzer- oder Loitzerhof im Jahr 1370 von Clawes Teszitze und dessen Sohn Tesleue oder Tetzlaff an den Magistrat der Stadt Stolp verkauft. Um das Jahr 1784 gab es in dem zur Stadt Stolp gehörigen Forst ein Vorwerk, einen Kossäten, zwei Büdner, drei Holzwärter und insgesamt zehn Haushaltungen. Im Steinbach wurden Forellen gefischt. 1925 standen in Loitz 13 Wohnhäuser. 1939 wurden 91 Einwohner und 22 Haushaltungen gezählt.
Vor Ende des Zweiten Weltkriegs war Loitz Amtssitz des Amtsbezirks Loitz im Landkreis Stolp, Regierungsbezirk Köslin, der Provinz Pommern. Das Gemeindegebiet überdeckte eine Fläche von 2.062 Hektar. Im Jahr 1939 gab es in Loitz 17 landwirtschaftliche Betriebe.
Gegen Ende des Zweiten Weltkriegs wurde die Region am 8. März 1945 von der Roten Armee besetzt und im Anschluss daran unter polnische Verwaltung gestellt. Nach einiger Zeit erschienen polnische Zivilisten  in Loitz, die Häuser und Gehöfte übernahmen. Die einheimischen  Dorfbewohner  wurden in der Folgezeit vertrieben. Später wurden in der Bundesrepublik Deutschland 32 und in der Deutschen Demokratischen Republik 33 von den Polen aus Loitz vertriebene Dorfbewohner ermittelt. Loitz wurde in Łysomice umbenannt. 
Am 31. Dezember 2009 hatte Łysomice 26 Einwohner.